# Basse-taille

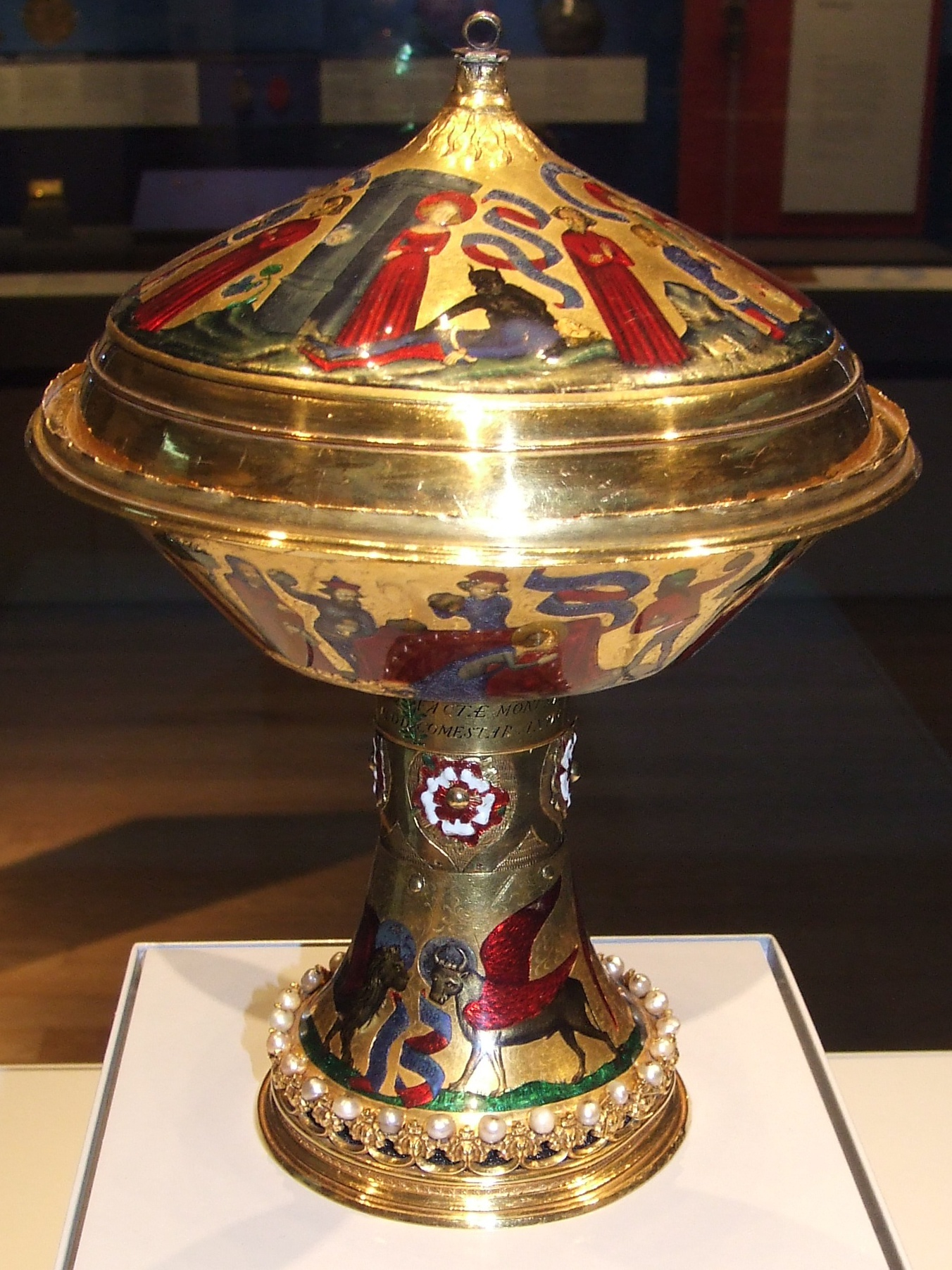
Coppa di sant'Agnese, 23,6 cm alta, 17,8 cm tra i punti più distanti, peso 1,935 kg. British Museum

La Basse-taille è una tecnica di produzione dello smalto vitreo con la quale l'artista crea un motivo a bassorilievo su metallo, di solito argento o oro, con incisione o a sbalzo. L'intero disegno è creato in modo tale che il suo punto più alto sia inferiore al metallo circostante. Viene quindi applicato al metallo uno smalto traslucido, permettendo alla luce di riflettere il rilievo creando un effetto artistico. Fu usato nel Basso Medioevo, e poi di nuovo nel XVII secolo.

## Esempi medievali

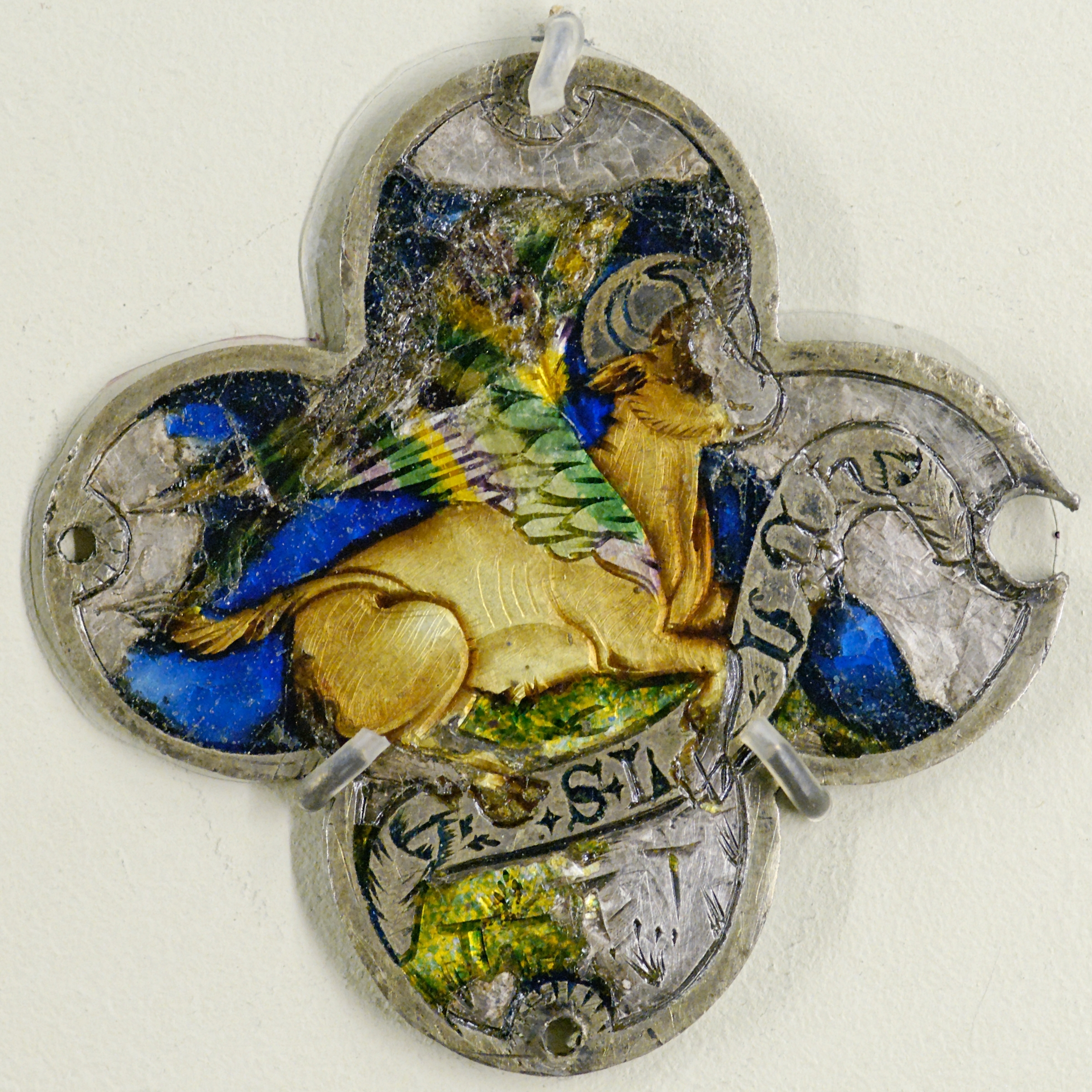
Placca d'argento del XIV secolo lavorata a basse-taille con smalti traslucidi, con notevoli perdite, e con superfici metalliche preparate al di sotto e la colorazione con colori diversi. Rappresenta il toro, simbolo di San Luca evangelista.

La tecnica era nota agli antichi romani, ma andò perduta alla fine del Medioevo per essere riesumata nel XVII secolo. Lo smalto traslucido è più fragile di quello opaco e gli oggetti medievali giunti ai nostri giorni in buone condizioni sono molto rari. Gli esempi medievali iniziarono in Italia nel XIII secolo, con il primo lavoro datato che fu un calice dell'orafo senese Guccio di Mannaia, realizzato per papa Niccolò IV intorno al 1290, che fa parte della collezione del Museo del tesoro della basilica di San Francesco ad Assisi.
La tecnica si diffuse poi in altri centri per opere di corte di alta qualità, in un momento in cui gli smalti champlevé associati soprattutto con quelli di Limoges erano diventati quasi prodotti in serie e relativamente economici. È generalmente accettato che la Coppa di sant'Agnese, della fine del XIV secolo, ora nel British Museum, sia l'eccezionale esemplare superstite dello smalto "basse-taille". È uno dei soli quattro oggetti giunti ai nostri giorni, realizzato in oro, tra pezzi profani e religiosi. Un altro è il piccolo reliquiario, anch'esso nel British Museum.  La "King John Cup" di King's Lynn, del 1340 circa, in argento dorato con smalto trasparente, è il miglior esempio di lavoro "basse-taille" probabilmente realizzato in Inghilterra. L'esperto di lavori in metallo Herbert Maryon descrive questo e la "Coppa di sant'Agnese" come "due esempi di merito eccezionale, insuperabili in qualsiasi collezione". Tuttavia non è chiaro se la maggior parte dello smalto di King's Lynn sia originale.
La tecnica venne riscoperta nel XVII secolo, ma non è stata molto praticata da allora in poi. In una variante, lo smalto traslucido è stato applicato su un supporto metallico ghiglioscé tornito a macchina da Peter Carl Fabergé sulle uova Fabergé e altri pezzi dal 1880 fino alla rivoluzione russa, e questa tecnica è ancora usata, di solito in un unico colore.

## XVII secolo
La tecnica riesumata fu usata nel XVII secolo per il coperchio e la cassa dell'orologio da tasca, porta gioielli e oggetti simili, ma principalmente con smalto opaco, ottenendo un effetto piuttosto diverso dagli esemplari medievali che usavano smalto traslucido. L'orologiaio francese Josias Jolly ne fece frequente uso.

## Tecnica

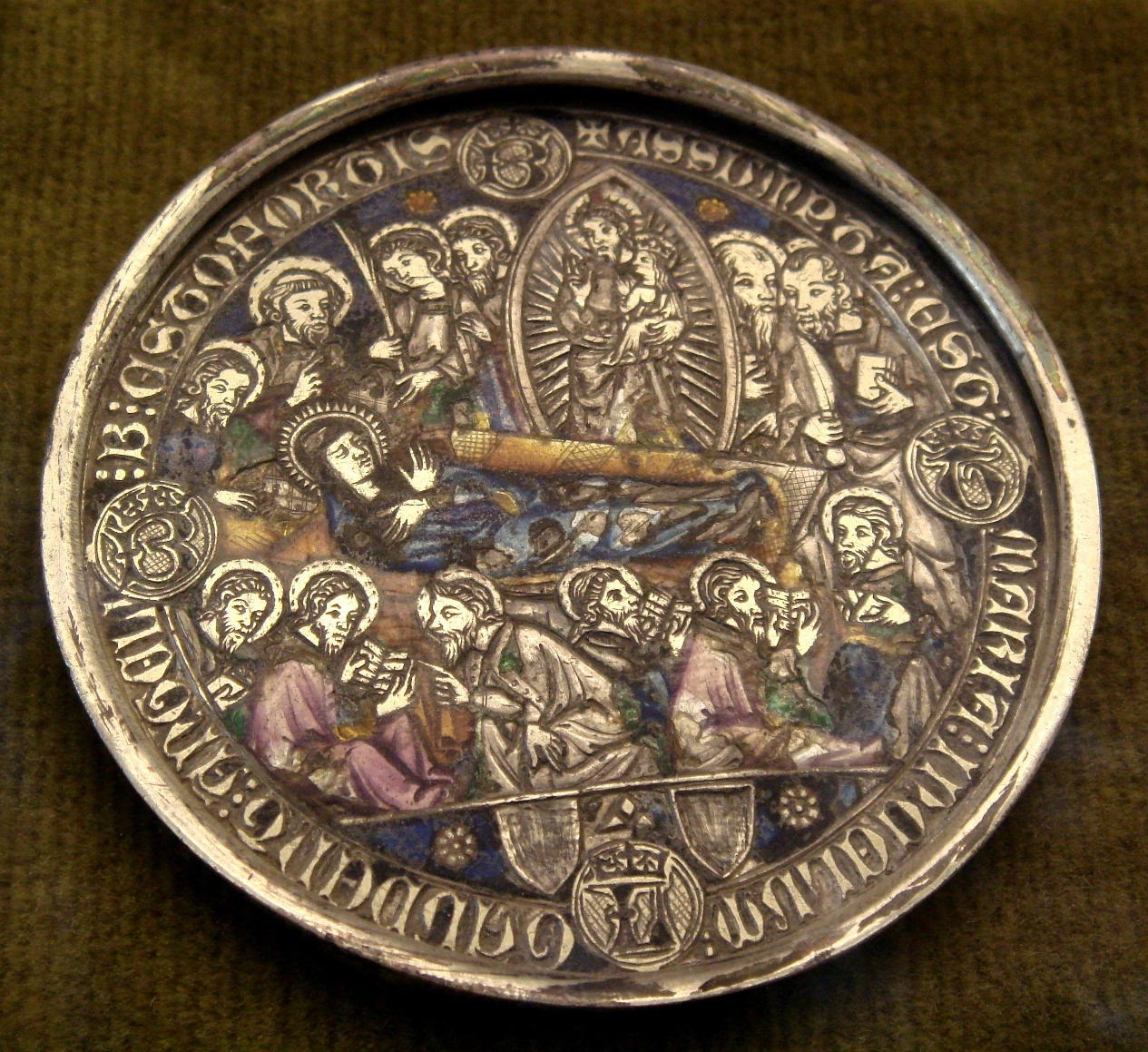
Medaglione della "Morte della Vergine", con smalto basse-taille danneggiato

Il processo per la creazione dello smalto "basse-taille" iniziò contrassegnando il contorno del disegno e i principali profili interni sull'oro con uno strumento chiamato "bulino". Quindi l'area interna veniva lavorata, sia a sbalzo, martellando e perforando piuttosto che tagliando, o con uno scalpello, per formare una rientranza poco profonda per contenere lo smalto. Le parti più importanti del disegno venivano modellate variando la profondità della superficie per produrre diverse intensità di colore quando veniva aggiunto lo smalto traslucido. Per esempio nella "Coppa di sant'Agnese" l'oro sotto le pieghe del drappeggio si eleva spesso vicino alla superficie per creare un punto luce più chiaro. Nell'esempio illustrato con il bue di Luca, il lobo più basso mostra ciuffi d'erba formati dal taglio più profondo nello sfondo. In molte delle aree incassate veniva aggiunta un'ulteriore decorazione mediante incisione o punzonatura che si sarebbe manifestata attraverso lo smalto traslucido, o per sfaccettare lo sfondo in modo che i riflessi cambiassero mentre cambiava leggermente l'angolo di visione. La maggior parte delle aree di sfondo delle scene smaltate venivano decorate allo stesso modo. Alla fine le superfici venivano ripulite e lucidate, forse includendo anche la raschiatura di eventuali asperità sul retro del metallo.
Lo smalto si trovava a filo con le superfici dorate. Si trattava di una preparazione di pasta di vetro finemente macinata, applicata con grande cura alle aree d'incasso preparate e poi cotta in forno. Quando diversi colori dello smalto si incontrano con un contorno pulito, questo effetto veniva ottenuto cuocendo un colore con un bordo di ritenzione di gomma adragante prima di aggiungere il successivo. La difficoltà veniva spesso aumentata dall'applicazione di tinte di un colore diverso a una tonalità di base dello smalto prima della cottura, in modo che il colore aggiunto si fondesse gradualmente nel colore di sfondo attorno ai bordi dell'area colorata. Questo era particolarmente utilizzato sul "flux", o smalto incolore, come nelle aree di terra, rocce e alberi. Nella "Coppa di sant'Agnese", il disossidante veniva utilizzato anche per le aree di color carne, poiché su uno sfondo dorato si scuriva leggermente. Il "rouge clair" o "rosso rubino", usato così efficacemente in quest'oggetto, venne realizzato aggiungendo minuscole particelle di rame, argento e oro al vetro. I test scientifici hanno dimostrato che venne usato il rame. Dopo la cottura lo smalto venne lucidato a filo con il metallo circostante, che era stato presumibilmente decorato prima.